# Sergueï Kapitsa
Sergueï Petrovitch Kapitsa (en russe : Сергей Петрович Капица), né le 14 février 1928 à Cambridge et mort 14 août 2012 à Moscou, est un physicien et démographe russe et soviétique. Il était membre de l'académie russe des sciences naturelles.

## Biographie
De 1973 au 2012, Sergueï Kapitsa présente à la télévision une émission de vulgarisation scientifique Otchevidnoïe-neveroïatnoïe (qui signifie littéralement « L'incroyable est évident » en français) qu'il a conçu avec Lev Nikolaïev (ru). Il est également le rédacteur en chef du magazine V mire naouki (В мире науки), une édition russe de Scientific American publié en Russie en 1983-1993, puis de nouveau à partir de 2003.

## Prix et récompenses
- Prix Kalinga : 1979
- prix d'État de l'URSS : 1980
- Ordre de l'Honneur : 2006
- Ordre du Mérite pour la Patrie de 4e classe : 2011